# Attilio Castrogiovanni
Attilio Castrogiovanni (Linguaglossa, 15 de maig de 1908 - 5 d'octubre de 1978) fou un advocat i polític sicilià. Llicenciat en dret, el 1943 participà en la fundació del Moviment Independentista Sicilià (MIS), del que en fou nomenat secretari general el 1947 després de l'expulsió d'Antonio Varvaro. Va mantenir contactes amb Antonio Canepa i Salvatore Giuliano per a la fundació de l'EVIS, raó per la qual fou arrestat el juliol de 1945.
A les eleccions legislatives italianes de 1946 fou elegit diputat de l'Assemblea Constituent pel districte de Catania, i a les eleccions regionals de Sicília de 1947 fou elegit diputat a l'Assemblea Regional Siciliana. No fou reescollit a les eleccions de 1951.